# Enteógeno

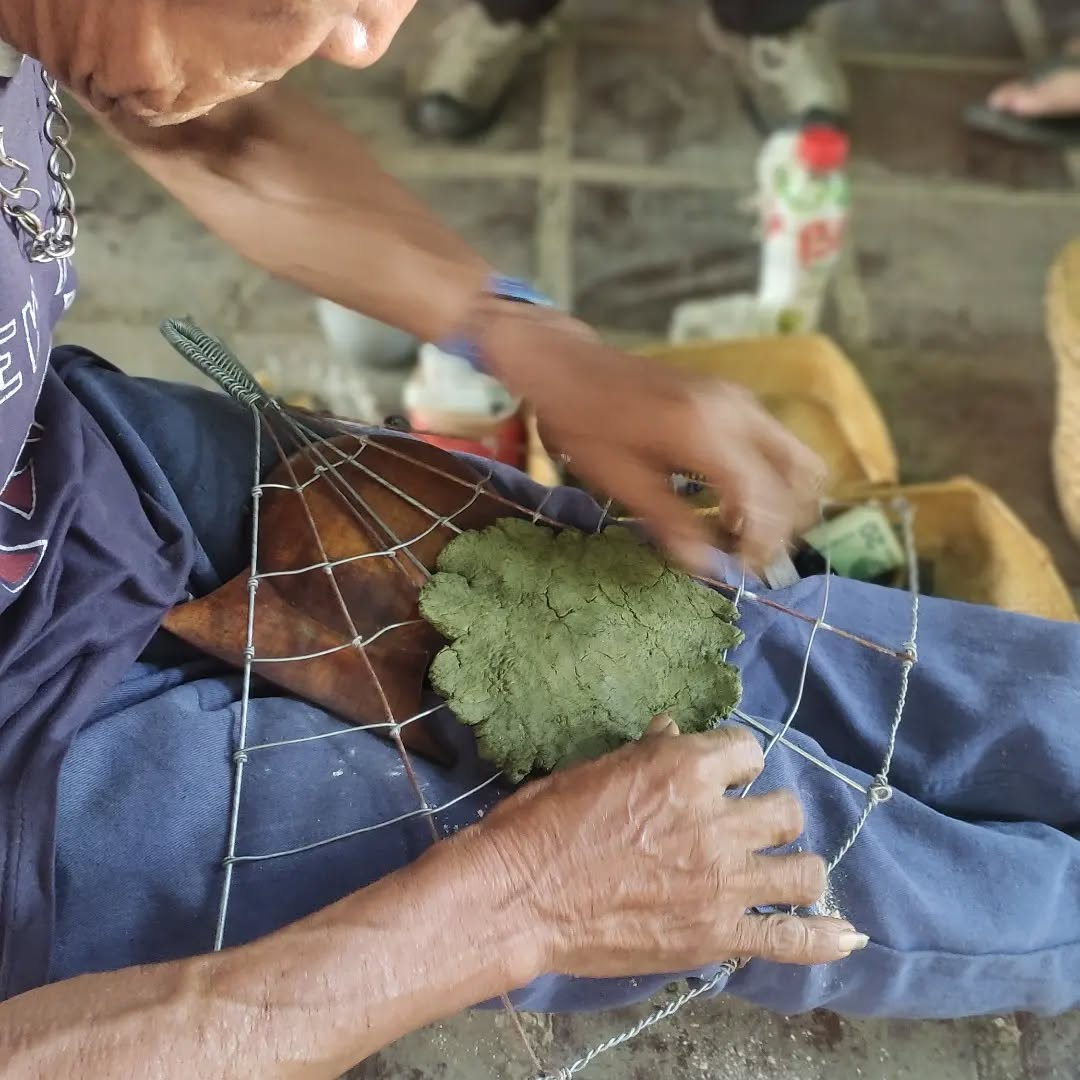
Ñuá, elaborada a partir de semillas verdes de anadenanthera peregrina (yopo)

Un enteógeno (neologismo propuesto en 1979, derivado del griego éntheos, "[que tiene un] dios adentro") es una sustancia vegetal o un preparado de sustancias vegetales con propiedades psicotrópicas, que cuando se ingiere provoca un estado modificado de conciencia. Se utiliza en contextos espirituales, religiosos, ritualísticos y chamánicos, además de usos recreativos o médicos.

## Etimología
El término está formado por las palabras griegas éntheos (ἔνθεος), que significa "(que tiene a un) dios dentro", "inspirado por los dioses", y génos (γένος), que quiere decir "origen, tiempo de nacimiento". El sustantivo "genos" pertenece al campo semántico del verbo gígnomai (γίγνομαι), que significa "llegar a ser", "volverse". Por tanto, el significado etimológico de enteógeno alude a la posibilidad de llegar a ser inspirado por un dios, así como al "nacimiento" que esto supone. El adjetivo correspondiente usado en español es tanto enteogénico como enteógeno.
La palabra enteógeno es un neologismo propuesto en un artículo publicado en la Journal of Psychedelic Drugs, vol. II, núms. 1 y 2, enero-junio de 1979, y sus autores son el helenista Carl A. P. Ruck, J. Bigwood, D. Staples, el micólogo R. G. Wasson y el botánico Jonathan Ott. Este artículo fue recogido posteriormente en el libro El camino a Eleusis.

## En antropología y psicología
Desde la antropología y la psicología, los enteógenos se han estudiado como agentes visionarios que inducen estados no ordinarios de conciencia, utilizados históricamente en contextos rituales, terapéuticos y espirituales. Su uso está profundamente arraigado en diversas tradiciones indígenas de América, África, Asia y Oceanía, donde forman parte de complejos sistemas de conocimiento y cosmología.
Aunque en la cultura occidental moderna han sido clasificados legalmente bajo la categoría de «drogas psicoactivas», esta denominación ha sido cuestionada por investigadores que consideran inapropiado reducir estas sustancias a su componente químico, sin atender a su función simbólica, espiritual y cultural. El psicólogo cognitivo Benny Shanon ha argumentado que el uso de enteógenos ha tenido un carácter sagrado en muchas civilizaciones, y que ha ocupado un lugar central en numerosas religiones antiguas.
Philippe de Félice, en su obra Poisons sacrés, ivresses divines (1936), propuso que el uso de estas sustancias está profundamente entrelazado con la historia de la espiritualidad humana. Según su hipótesis, la búsqueda de estados expandidos de conciencia a través de enteógenos podría ser una de las raíces de las prácticas religiosas más antiguas.
Shanon también analiza pasajes del Antiguo Testamento como el encuentro de Moisés con la zarza ardiente, sugiriendo que dichos episodios podrían reflejar experiencias visionarias propias del uso de enteógenos. Algunos investigadores han asociado la planta mencionada en este relato con especies de Acacia, como Acacia tortilis, conocida por contener compuestos como la dimetiltriptamina (DMT).
Por su parte, el filólogo John Marco Allegro, tras más de una década de estudio de textos antiguos, argumentó que el cristianismo primitivo podría tener raíces en cultos de fertilidad en los que se utilizaban hongos visionarios como la Amanita muscaria. Según su teoría, la simbología cristiana habría servido para codificar prácticas religiosas perseguidas en el contexto romano.

## Creación del neologismo
La creación del neologismo obedece a la intención de los autores de desligar las plantas objeto de estudio de las connotaciones de los términos alucinógeno (considerado impreciso, peyorativo y completamente desconocedor de la cualidad de la experiencia con enteógenos y de su significación antropológica[cita requerida]) y psicodélico (demasiado ligado a la contracultura de la década de 1960). El sentido y la justificación del empleo del neologismo enteógeno es el contexto antropológico y tradicional de uso vinculado objetiva e históricamente con estas sustancias y preparados. De ahí la pretensión de definir y delimitar con precisión, con este nuevo término, el objeto de estudio.
El término enteógeno se ha instalado en las teorías animistas de la religión, que pretenden dar cuenta con esta interpretación del origen de las religiones en el Paleolítico, ya que acoge a la perfección la relevancia antropológica de tales usos tradicionales. Paralelamente a lo dicho, el extensivo uso que la cultura "new age" hace del término enteógeno, completamente desligado de los usos tradicionales apuntados, añade un creciente margen de ambigüedad, al cargarlo crecientemente con la ideología "new age".

## Características y contextos

Estructura química de la mescalina, el componente psicoactivo primario del peyote

El estado facilitado por los enteógenos se caracteriza por modificaciones en la percepción sensible y en la interpretación y asimilación interior de dichas percepciones. Estas experiencias suelen incluir cambios en los estados de ánimo, en la evaluación de la identidad personal y en la relación con el entorno. Tales modulaciones sensitivas no deben ser entendidas como meras distorsiones, sino como accesos alternativos a niveles no ordinarios de conciencia, donde se reconfigura la comprensión de la realidad percibida. Esta visión cuestiona la validez de la noción de "alucinación" como descriptor universal de estas vivencias, al tratarse más bien de una asimilación anímica no ordinaria del orden sensorial.
En muchas culturas tradicionales, estas experiencias se interpretan como vías de acceso a dimensiones espirituales o niveles ampliados de percepción. En contextos rituales, los enteógenos permiten —según diversas cosmovisiones— el despertar de la conciencia, el viaje del alma, la conexión con fuerzas no humanas o la sanación emocional. Estas prácticas han sido valoradas tanto por su riqueza introspectiva como por su capacidad de inducir estados de autoconocimiento profundo y transformación.
En la actualidad, el uso de muchas medicinas visionarias se encuentra afectado por la legislación penal y los tratados internacionales sobre sustancias psicoactivas. Sin embargo, a la luz del reconocimiento de los derechos culturales, espirituales y religiosos de los pueblos indígenas, en varios países se ha reconocido legalmente el uso ceremonial de estas plantas sagradas. Brasil, Perú, Ecuador y Estados Unidos han desarrollado marcos jurídicos que permiten su utilización en contextos rituales definidos, separándolos de los usos no tradicionales o recreativos.

## Hongos y plantas con propiedades enteógenas
- Amanita muscaria: matamoscas, falsa oronja, agárico pintado, oronja pintada, oropéndola loca
- Anadenanthera colubrina: vilca
- Anadenanthera peregrina: yopo
- Argyreia nervosa: rosa lisérgica
- Banisteriopsis caapi: ayahuasca
- Boletus manicus
- Brugmansia spp.
- Cannabis sativa
- Echinopsis peruviana y Echinopsis pachanoi: cacto de San Pedro
- Heimia salicifolia
- Lophophora williamsii: peyote
- Macropiper excelsum
- Mimosa tenuiflora: jurema preta
- Piper methysticum: kava kava
- Psilocybe spp.
- Psychotria viridis: chacruna
- Silene capensis
- Salvia divinorum: divina pastora
- Tabernanthe iboga
- Virola theiodora

### Moléculas psicoactivas
- 2C-B
- bufotenina (5-HO-DMT)
- DMT
- harmalina
- ibogaína
- LSA
- LSD
- mescalina
- psilocina/psilocibina
- salvinorin A
- tetrahidrocanabinol
- MDMA